# Кенія на літніх Олімпійських іграх 1968
Кенія на літніх Олімпійських іграх 1968 року в Мехіко була представлена 39 спортсменами (36 чоловіками та 3 жінками) у 4 видах спорту: легка атлетика, бокс, хокей на траві та стрільба.
Країна вчетверте брала участь у літніх Олімпійських іграх. Кенійські олімпійці здобули 9 медалей — три золотих, чотири срібних та дві бронзових. У неофіційному заліку Кенія зайняла 14 загальнокомандне місце.

## Медалісти
| Медаль | Спортсмен                                                 | Вид спорту     | Дисципліна                     |
| ------ | --------------------------------------------------------- | -------------- | ------------------------------ |
| Золото | Кіпчоге Кейно                                             | Легка атлетика | 1500 м, чоловіки               |
| Золото | Нафталі Тему                                              | Легка атлетика | 10000 м, чоловіки              |
| Золото | Амос Бівот                                                | Легка атлетика | 3000 м з перешкодами, чоловіки |
| Срібло | Вілсон Кіпругут                                           | Легка атлетика | 800 м, чоловіки                |
| Срібло | Кіпчоге Кейно                                             | Легка атлетика | 5000 м, чоловіки               |
| Срібло | Бенджамін Коґо                                            | Легка атлетика | 3000 м з перешкодами, чоловіки |
| Срібло | Даніель Рудіша, Чарльз Асаті, Муньоро Ньямау, Нафталі Бон | Легка атлетика | естафета 4×400 м, чоловіки     |
| Бронза | Нафталі Тему                                              | Легка атлетика | 5000 м, чоловіки               |
| Бронза | Філіп Варуїнге                                            | Бокс           | до 57 кг, чоловіки             |

## Бокс
| Спортсмен      | Категорія  | Перший раунд               | Другий раунд              | Третій раунд              | Чвертьфінал                  | Півфінал                   | Фінал              | Місце |
| Спортсмен      | Категорія  | Суперник Результат         | Суперник Результат        | Суперник Результат        | Суперник Результат           | Суперник Результат         | Суперник Результат | Місце |
| -------------- | ---------- | -------------------------- | ------------------------- | ------------------------- | ---------------------------- | -------------------------- | ------------------ | ----- |
| Самуель Мбугуа | до 54 кг   | Bye                        | Данрай Сінгх (GUY) W 5:0  | Джузеппе Мура (ITA) W 5:0 | Валеріан Соколов (URS) L 0:5 | не пройшов                 | не пройшов         | 5     |
| Філіп Варуїнге | до 57 кг   | Жан-Поль Антон (FRA) W 5:0 | Могамед Сурур (MAR) W 5:0 | Н/Д                       | Мігель Гарсіа (ARG) W 4:1    | Антоніо Ролдан (MEX) L 2:3 | не пройшов         | 3     |
| Джон Олулу     | до 63,5 кг | Bye                        | Арто Нільссон (FIN) L 0:5 | не пройшов                | не пройшов                   | не пройшов                 | не пройшов         | 17    |
| Стівен Тега    | до 71 кг   | Волтер Кампос (CRC) W 5:0  | Гюнтер Маєр (FRG) L 0:5   | Н/Д                       | не пройшов                   | не пройшов                 | не пройшов         | 9     |

## Легка атлетика
Трекові та шосейні дисципліни
| Спортсмен                                                 | Дисципліна                     | Гіт       | Гіт   | Чвертьфінал | Чвертьфінал | Півфінал   | Півфінал   | Фінал        | Фінал        |
| Спортсмен                                                 | Дисципліна                     | Результат | Місце | Результат   | Місце       | Результат  | Місце      | Результат    | Місце        |
| --------------------------------------------------------- | ------------------------------ | --------- | ----- | ----------- | ----------- | ---------- | ---------- | ------------ | ------------ |
| Джуліус Санг                                              | 100 м, чоловіки                | 10.64     | 6     | не пройшов  | не пройшов  | не пройшов | не пройшов | не пройшов   | не пройшов   |
| Чарльз Асаті                                              | 100 м, чоловіки                | 10.63     | 6     | не пройшов  | не пройшов  | не пройшов | не пройшов | не пройшов   | не пройшов   |
| Джуліус Санг                                              | 200 м, чоловіки                | 20:90     | 2 Q   | 21:04       | 5           | не пройшов | не пройшов | не пройшов   | не пройшов   |
| Чарльз Асаті                                              | 200 м, чоловіки                | 20:66     | 2 Q   | 20:84       | 5           | не пройшов | не пройшов | не пройшов   | не пройшов   |
| Муньоро Ньямау                                            | 400 м, чоловіки                | 45.9      | 2 Q   | 46.1        | 3 Q         | 46.3       | 6          | не пройшов   | не пройшов   |
| Даніель Рудіша                                            | 400 м, чоловіки                | 46.96     | 4 Q   | 47.6        | 6           | не пройшов | не пройшов | не пройшов   | не пройшов   |
| Нафталі Бон                                               | 400 м, чоловіки                | 46.21     | 1 Q   | 46.39       | 7           | не пройшов | не пройшов | не пройшов   | не пройшов   |
| Вілсон Кіпругут                                           | 800 м, чоловіки                | 1:46.1    | 1 Q   | Н/Д         | Н/Д         | 1:45.8     | 2 Q        | 1:44.5       | 2            |
| Томас Саїсі                                               | 800 м, чоловіки                | 1:47.0    | 1 Q   | Н/Д         | Н/Д         | 1:46.6     | 3 Q        | 1:47.5       | 7            |
| Роберт Оуко                                               | 800 м, чоловіки                | 1:47.6    | 3 q   | Н/Д         | Н/Д         | 1:47.1     | 5          | не пройшов   | не пройшов   |
| Кіпчоге Кейно                                             | 1500 м, чоловіки               | 3:46.96   | 1 Q   | Н/Д         | Н/Д         | 3:51.50    | 2 Q        | 3:34.91 OR   | 1            |
| Бен Джипчо                                                | 1500 м, чоловіки               | 3:46.51   | 1 Q   | Н/Д         | Н/Д         | 3:54.69    | 6 Q        | 3:51.22      | 10           |
| Кіпчоге Кейно                                             | 5000 м, чоловіки               | 14:28.4   | 1 Q   | Н/Д         | Н/Д         | Н/Д        | Н/Д        | 14:05.2      | 2            |
| Нафталі Тему                                              | 5000 м, чоловіки               | 14:20.4   | 1 Q   | Н/Д         | Н/Д         | Н/Д        | Н/Д        | 14:06.4      | 3            |
| Нафталі Тему                                              | 10000 м, чоловіки              | Н/Д       | Н/Д   | Н/Д         | Н/Д         | Н/Д        | Н/Д        | 29:27.4      | 1            |
| Кіпчоге Кейно                                             | 10000 м, чоловіки              | Н/Д       | Н/Д   | Н/Д         | Н/Д         | Н/Д        | Н/Д        | не фінішував | не фінішував |
| Нафталі Тему                                              | марафон, чоловіки              | Н/Д       | Н/Д   | Н/Д         | Н/Д         | Н/Д        | Н/Д        | 2:32.36,0    | 19           |
| Пол Моуз                                                  | марафон, чоловіки              | Н/Д       | Н/Д   | Н/Д         | Н/Д         | Н/Д        | Н/Д        | 2:55.17,0    | 48           |
| Кімару Сонгок                                             | 110 м з бар'єрами, чоловіки    | 14.7      | 6     | Н/Д         | Н/Д         | не пройшов | не пройшов | не пройшов   | не пройшов   |
| Кімару Сонгок                                             | 400 м з бар'єрами, чоловіки    | 50.6      | 5     | Н/Д         | Н/Д         | не пройшов | не пройшов | не пройшов   | не пройшов   |
| Амос Бівот                                                | 3000 м з перешкодами, чоловіки | 8:49.39   | 1 Q   | Н/Д         | Н/Д         | Н/Д        | Н/Д        | 8:51.02      | 1            |
| Бенджамін Коґо                                            | 3000 м з перешкодами, чоловіки | 8:57.80   | 1 Q   | Н/Д         | Н/Д         | Н/Д        | Н/Д        | 8:51.56      | 2            |
| Даніель Рудіша, Чарльз Асаті, Муньоро Ньямау, Нафталі Бон | естафета 4×400 м, чоловіки     | 3:00.84   | 2 Q   | Н/Д         | Н/Д         | Н/Д        | Н/Д        | 2:59,6       | 2            |
| Лідія Стівен                                              | 100 м, жінки                   | 10.64     | 6     | не пройшла  | не пройшла  | не пройшла | не пройшла | не пройшла   | не пройшла   |
| Текла Чемабваї                                            | 400 м, жінки                   | 54.0      | 5     | не пройшла  | не пройшла  | не пройшла | не пройшла | не пройшла   | не пройшла   |
| Елізабет Чезіре                                           | 800 м, жінки                   | 2:10.9    | 6     | не пройшла  | не пройшла  | не пройшла | не пройшла | не пройшла   | не пройшла   |

## Стрільба
| Спортсмен     | Дисципліна                           | Фінал     | Фінал |
| Спортсмен     | Дисципліна                           | Результат | Місце |
| ------------- | ------------------------------------ | --------- | ----- |
| Леонард Булл  | швидкісний пістолет, 25 м            | 576       | 35    |
| Дісмус Оньєго | малокаліберна гвинтівка лежачи, 50 м | 583       | 68    |
| Джон Гарун    | малокаліберна гвинтівка лежачи, 50 м | 580       | 76    |

## Хокей на траві
Груповий турнір
Група А
| # | Страна          | І | В | Н | П | М     | ±   | Бали |
| - | --------------- | - | - | - | - | ----- | --- | ---- |
| 1 | Пакистан        | 7 | 7 | 0 | 0 | 23:4  | +19 | 14   |
| 2 | Австралія       | 7 | 4 | 1 | 2 | 12:5  | +7  | 9    |
| 3 | Кенія           | 7 | 4 | 1 | 2 | 11:6  | +5  | 9    |
| 4 | Нідерланди      | 7 | 4 | 0 | 3 | 11:11 | +0  | 8    |
| 5 | Франція         | 7 | 2 | 1 | 4 | 2:5   | -3  | 5    |
| 6 | Велика Британія | 7 | 2 | 1 | 4 | 6:8   | -2  | 5    |
| 7 | Аргентина       | 7 | 1 | 1 | 5 | 4:20  | -16 | 3    |
| 8 | Малайзія        | 7 | 0 | 3 | 4 | 2:12  | -10 | 3    |

| 13 жовтня 1968                         | \| Австралія \| 2:0 (2:0, 0:0) Протокол \| Кенія \| \| Браян Гленкросс 15' · Роналд Райлі 32' \| Голи \| \| | Муніципальний стадіон, Мехіко Арбітри: Вальтер Шиннер Курт Дорцбах |
| Австралія                              | 2:0 (2:0, 0:0) Протокол                                                                                     | Кенія                                                              |
| Браян Гленкросс 15' · Роналд Райлі 32' | Голи |                                                                    |

| 14 жовтня 1968       | \| Кенія \| 1:1 (0:1, 1:0) Протокол \| Малайзія \| \| Егберт Фернандес 51' \| Голи \| Франсіс Белавантеран 5' \| | Муніципальний стадіон, Мехіко Арбітри: Карл Траппер Курт Дорцбах |
| Кенія                | 1:1 (0:1, 1:0) Протокол                                                                                          | Малайзія                                                         |
| Егберт Фернандес 51' | Голи | Франсіс Белавантеран 5'                                          |

| 16 жовтня 1968                           | \| Кенія \| 2:0 (0:0, 2:0) Протокол \| Франція \| \| Егберт Фернандес 53' · Лео Фернандес 55' \| Голи \| \| | Муніципальний стадіон, Мехіко Арбітри: Хайме Сальвателья Вірамутту Рамалінгам |
| Кенія                                    | 2:0 (0:0, 2:0) Протокол                                                                                     | Франція                                                                       |
| Егберт Фернандес 53' · Лео Фернандес 55' | Голи |                                                                               |

| 17 жовтня 1968                              | \| Кенія \| 2:0 (1:0, 1:0) Протокол \| Нідерланди \| \| Гілларі Фернандес 13' · Сурджит Панесар 44' \| Голи \| \| | Муніципальний стадіон, Мехіко Арбітри: Жак Маннебак Луїджі Тінті |
| Кенія                                       | 2:0 (1:0, 1:0) Протокол                                                                                           | Нідерланди                                                       |
| Гілларі Фернандес 13' · Сурджит Панесар 44' | Голи |                                                                  |

| 19 жовтня 1968                         | \| Кенія \| 2:1 (2:1, 0:0) Протокол \| Аргентина \| \| Давіндер Діган 2' · Сурджит Панесар 4' \| Голи \| Едуардо Андерсон 28' \| | Муніципальний стадіон, Мехіко Арбітри: Жак Маннебак Сарош Нагарвала |
| Кенія                                  | 2:1 (2:1, 0:0) Протокол | Аргентина                                                           |
| Давіндер Діган 2' · Сурджит Панесар 4' | Голи | Едуардо Андерсон 28'                                                |

| 20 жовтня 1968                            | \| Кенія \| 3:0 (2:0, 1:0) Протокол \| Велика Британія \| \| Сантох Матару 1' · Давіндер Діган 9', 69' \| Голи \| \| | Муніципальний стадіон, Мехіко Арбітри: Курт Дорцбах Гурсевак Сінгх |
| Кенія                                     | 3:0 (2:0, 1:0) Протокол                                                                                              | Велика Британія                                                    |
| Сантох Матару 1' · Давіндер Діган 9', 69' | Голи |                                                                    |

| 21 жовтня 1968                  | \| Пакистан \| 2:1 (2:0, 0:1) Протокол \| Кенія \| \| Танвір Дар 9' · Тарік Ніазі 21' \| Голи \| [Давіндер Діган]] 21' \| | Муніципальний стадіон, Мехіко Арбітри: Хайме Сальвателья Вальтер Шиннер |
| Пакистан                        | 2:1 (2:0, 0:1) Протокол                                                                                                   | Кенія                                                                   |
| Танвір Дар 9' · Тарік Ніазі 21' | Голи | [Давіндер Діган]] 21'                                                   |

Додатковий матч за 2-е місце
| 22 жовтня 1968                               | \| Австралія \| 3:2 (1:1, 2:1) Протокол \| Кенія \| \| Дональд Смарт 16', 64' · Браян Гленкросс 47' \| Голи \| Сурджит Панесар 20' · Давіндер Діган 69' \| | Муніципальний стадіон, Мехіко Арбітри: Аугуст Латхауерс Хуссейн Ікбал |
| Австралія                                    | 3:2 (1:1, 2:1) Протокол | Кенія                                                                 |
| Дональд Смарт 16', 64' · Браян Гленкросс 47' | Голи | Сурджит Панесар 20' · Давіндер Діган 69'                              |

Матч за 5-е місце
| 23 жовтня 1968                            | \| Іспанія \| 2:1 (2:1, 0:0) Протокол \| Кенія \| \| Хорхе Фабрегас 15' · Нарсісо Вентальо 16' \| Голи \| Давіндер Діган 21' \| | Муніципальний стадіон, Мехіко Арбітри: Генри Герребруг Джеймс Макдавэлл |
| Іспанія                                   | 2:1 (2:1, 0:0) Протокол | Кенія                                                                   |
| Хорхе Фабрегас 15' · Нарсісо Вентальо 16' | Голи | Давіндер Діган 21'                                                      |

Матч за 7-е місце
| 25 жовтня 1968                  | \| Нова Зеландія \| 2:0 (1:0, 1:0) Протокол \| Кенія \| \| Ян Боррен 24' · Роджер Капі 65' \| Голи \| \| | Муніципальний стадіон, Мехіко Арбітри: Джеральд Івз Джон Джеймісон |
| Нова Зеландія                   | 2:0 (1:0, 1:0) Протокол                                                                                  | Кенія                                                              |
| Ян Боррен 24' · Роджер Капі 65' | Голи |                                                                    |

Результат: Збірна Кенії з хокею на траві зайняла 8-е місце